# Rontagnano
Rontagnano è una frazione del comune di Sogliano al Rubicone, posta a 551 m di altitudine sul crinale compreso tra la media valle del Savio e l'alta valle Uso.

## Storia
Il nome latino era Castrum Rontagnani. Era dominato da un castello, del quale le prime notizie risalgono al XIII secolo, quando la fortezza faceva parte del Comitato di Bobbio; in quell'anno l'imperatore Federico II di Svevia la concesse al vescovo di Sarsina, che nel 1258 la perse in favore di Cavalconte da Montefeltro. Dai vari documenti emerge che nel 1338 apparteneva a Veglio e Cecco, sostenuti dalla famiglia Ordelaffi.
Fra XV e XVI secolo passò a più signorie,in particolar modo i Malatesta e i Montefeltro; questi ultimi, duchi di Urbino, si insediarono nel 1432 per rimanervi fino al 1631, anno in cui la famiglia si estinse. Da quella data seguì le sorti della Romagna intera.
Negli anni Venti del XX secolo si formarono i primi circoli fascisti e allo stesso tempo i primi circoli comunisti. Nel 1921 si consumò in paese l'omicidio del primo fascista, il giovane Enrico Amici, venuto da Cesena per un comizio, e ucciso da una schioppettata. Per questo fatto, durante il Ventennio, la piazza del castello fu a lui intitolata.

## Economia
L'economia locale fino agli anni Sessanta del Novecento si basò sull'agricoltura e sulla miniera di zolfo della vicina Perticara. Da allora iniziò un forte spopolamento con l'abbandono dei campi e il decadere dell'antica economia contadina.